# Ángel Mullera
Ángel Mullera (Ángel Mullera Rodriguez; * 20. April 1984 in Lloret de Mar) ist ein spanischer Hindernisläufer.
Bei den Weltmeisterschaften 2009 in Berlin, den Europameisterschaften 2010 in Barcelona und den Weltmeisterschaften 2011 in Daegu schied er über 3000 Meter Hindernis jeweils im Vorlauf aus.
Im Juli 2012 schloss ihn der spanische Leichtathletikverband aus „technischen Gründen“ aus dem Olympiateam aus, nachdem eine Zeitung E-Mails veröffentlicht hatte, die er mit einem Doping-Spezialisten über die Einnahme von verbotenen Substanzen ausgetauscht haben soll. Mullera erstritt mit einer Klage beim Internationalen Sportgerichtshof (CAS) eine Rücknahme dieser Entscheidung. Bei den Olympischen Spielen in London kam er nicht über die erste Runde hinaus.
2013 wurde er Elfter bei den Weltmeisterschaften in Moskau. Bei den Europameisterschaften 2014 in Zürich kam er als Vierter ins Ziel und rückte auf den Bronzerang vor, nachdem auf Betreiben seines Teams der Erstplatzierte Mahiedine Mekhissi disqualifiziert wurde, weil er auf der Zielgeraden sein T-Shirt ausgezogen hatte. 2015 wurde Mullera wegen Verstoßes gegen die Anti-Doping-Bestimmungen für zwei Jahre gesperrt.
2010, 2012 und 2013 wurde er Spanischer Meister über 3000 Meter Hindernis. Seine persönliche Bestzeit von 8:13,71 min stellte er am 7. September 2012 in Brüssel auf.